# Aclerda distorta
Aclerda distorta är en insektsart som beskrevs av Green 1909. Aclerda distorta ingår i släktet Aclerda och familjen Aclerdidae. Inga underarter finns listade i Catalogue of Life.